# Трето поколение езици за програмиране
Трето поколение езици за програмиране (3GL) са езици за програмиране проектирани да бъдат по-лесни за разбиране от човека, включително имена на променливи, абстрактни типове данни, и синтаксис на алгебрични изрази. Друга голяма разлика в сравниние с второ поколение езици за програмиране е абстракцията от процесора, който извършва обработката.
Един примерен фрагмент може да бъде
let b = c + 2 * d
Първоначално въведените в края на 50-те години на ХХ век FORTRAN, ALGOL и COBOL са примери за езици това поколение.
Повечето „модерни езици“ (BASIC, C, C++, Delphi и Java) също са езици от трето поколеие. Повечето езици от това поколение поддръжат структурно програмиране.